# Cheetah Mobile
Cheetah Mobile Inc（チーター・モバイル、猎豹移动）は、北京に本社を置く中国のソフトウェア開発企業である。

## 歴史
2010年11月にKingsoft SecurityとConew Imageの合併によりKingsoft Network(金山网络) として設立される。
2014年に社名を現在の名前に改名し、ニューヨーク証券取引所に上場した。金山軟件とテンセントがCheetah Mobileの主要な投資会社であり、それぞれ54%と18%の株を保有している。
2015年にはYahooと戦略的提携を結んだ。2016年にCubotと、スペインのバルセロナで行われたMWCにて、Android 6.0 MarshmallowベースのスマートフォンであるCheetahPhoneを発表した。
さらに、2015年にフランスのモバイル広告会社MobPartnerを、翌年には同じくフランスの新興企業News Republicをそれぞれ買収した。
2020年には自社開発アプリが広告詐欺の認定を受けGoogle Playから削除された。

## 主な製品

### コンピューターアプリケーション、モバイルアプリケーション等
- CM Browser（中国語版） - ChromiumベースのWebブラウザ。
- AnTuTu - スマートフォンやその他のデバイスのベンチマークに一般的に使用されるソフトウェアベンチマークツール。

### ゲーム
- Piano Tiles（中国語版）- 白いタイルを避けながら、画面上部から現れる黒いタイルのみをタップするゲーム。続編にPiano Tiles 2（中国語版） がある。
- Rolling Sky（中国語版） - 様々な種類の音楽に合わせて、ボールを転がしてくゲーム。世界中で4億ダウンロードされた。続編に Rolling Sky 2（中国語版） がある。
- Dancing Line（中国語版） - Boombit と共同開発された、音楽に合わせラインをタップするリズムゲーム。